# Le Noyer (Savoia)
Le Noyer è un comune francese di 179 abitanti situato nel dipartimento della Savoia nella regione dell'Alvernia-Rodano-Alpi.

## Società

### Evoluzione demografica
Abitanti censiti